# Копце (Підкарпатське воєводство)
Копце (пол. Kopcie) — село в Польщі, у гміні Дзіковець Кольбушовського повіту Підкарпатського воєводства.
Населення — 709 осіб (2011).
У 1975-1998 роках село належало до .

## Демографія
Демографічна структура станом на 31 березня 2011 року:
|          | Загалом | Допрацездатний вік | Працездатний вік | Постпрацездатний вік |
| -------- | ------- | ------------------ | ---------------- | -------------------- |
| Чоловіки | 361     | 85                 | 247              | 29                   |
| Жінки    | 348     | 89                 | 197              | 62                   |
| Разом    | 709     | 174                | 444              | 91                   |